# Ardeicola pallidus
Ardeicola pallidus är en insektsart som först beskrevs av Piaget 1880.  Ardeicola pallidus ingår i släktet rasplöss, och familjen fjäderlöss. Inga underarter finns listade i Catalogue of Life.